# أبي من حيفا (فلم)
أبي من حيفا هو فيلم وثائقي فلسطيني عرض عام 2010 من إخراج عمر شرقاوي وإنتاج بير ساندهولت ومدته 52 دقيقة، عرض أول مرة في مهرجان دبي السينمائي الدولي، يروي الفيلم قصة حياة منير شرقاوي وعائلته، وهي سردية إنسانية. نال الفيلم جائزة لجنة التحكيم الخاصة، وجائزة المهر العربية للأفلام التسجيلية في مهرجان دبي السينمائي عام 2010.

## قصة الفيلم
يروي الفيلم قصة حياة منيرعندما اضطرت عائلته للخروج من فلسطين بسبب النكبة عام 1948، وكان حينها لم يزل صبياً في الثامنة من عمره. إلتحق فيما بعد بالجيش الفلسطيني ثم تركه ليطوف العالم قبل أن يستقر في الدانمارك، وبعدها تزوج وكون عائلة، ولكن خرجت فكرة الفيلم من ابنه الأكبر بإجراء مقابلة معه بعد أن سئلهُ عن موروثه وأصوله عبر السنين، وبعدها ذهب الإبن إلى رحلة عبر المدن التي زارها والده في أنحاء الشرق الأوسط، حيث صنعة فيلماً يكشف فيها بعض اللقطات عن طبيعة العلاقة المشحونة بينه وبين أبيه، لكن تلك المقابلة لم تلبث إلا أن تتحول إلى فيلم وثائقي مؤثر، لا يسجل تاريخ شخص فحسب بل تطور علاقة جديدة بين أب وابنه يكافح كل منهما ليجد ذاته وهويته.